# トワ・スール
トワ・スールとは、料理研究家脇雅世の個人マネジメント会社。「脇雅世料理教室」を運営する。「トワ・スール」は、 フランス語で「三姉妹」を意味する。

## 会社の目的
登記簿によると以下のとおりである。
1. 貸しスタジオ業務
2. 料理・菓子教室の運営業務
3. 惣菜、製菓の製造・販売業務
4. 飲食店、食品製造業、食器メーカー、厨房機器メーカーの経営に関するコンサルティング
5. 料理人、調理助手の派遣業務
6. 飲食店経営業務
7. 雑貨店、衣料品店、生花店の経営
8. 食品・種類の輸出入及び販売業務
9. 各種イベントの企画・制作業務
10. ビデオソフトの企画、制作及び販売業務
11. 語学教室の経営
12. 翻訳、通訳業務
13. 出版業務
14. 作詞、作曲及び音楽演奏の企画、実施
15. 舞台公演の企画、制作
16. 著作権管理
17. 不動産の売買・賃貸管理及びその仲介
18. 全各項に附帯する一切の業務